# NGC 6114
NGC 6114 ist eine 14,4 mag helle Spiralgalaxie vom Hubble-Typ Sbc im Sternbild Corona Borealis am Nordsternhimmel. Sie ist schätzungsweise 395 Millionen Lichtjahre von der Milchstraße entfernt und hat einen Durchmesser von etwa 140.000 Lichtjahren.
Im selben Himmelsareal befinden sich u. a. die Galaxien NGC 6108, NGC 6110, NGC 6112, NGC 6116.
Das Objekt wurde am 10. Juli 1880 von Édouard Stephan entdeckt.